# Thomas Danielsen
Thomas Nolsøe Danielsen (født 24. juni 1983 i Fjerritslev) er en dansk politiker, der er medlem af Folketinget for Venstre. Siden den 15. december 2022 har han været Danmarks transportminister. 
Thomas Danielsen er valgt i Struerkredsen (Struer og Lemvig Kommuner), Vestjyllands Storkreds, og har siddet i Folketinget siden 2011.

## Baggrund
Thomas Danielsen er født på en gård ved Fjerritslev i 1983. Han flyttede i 1995 til Haslev og tog på ungdomsskole i 1998, for i 2000 at flytte til Holstebro. Danielsen er oprindeligt uddannet lastvognsmekaniker (2004], men tog siden en bankrådgiveruddannelse (2009). Frem til folketingsvalget i 2011 arbejdede han som rådgiver i Sparekassen Holstebro.
Thomas Danielsen er gift med advokat Marie Dam Danielsen. Parret er bosiddende i Holstebro.

## Øvrig politisk karriere
Thomas Danielsen er tidligere medlem af byrådet i Holstebro Kommune, hvor han blev valgt første gang i 2005 og sad indtil 2013.
Danielsen fik ophævet sin parlamentariske immunitet af folketinget i 2015 så der kunne rejses tiltale for en færdselsforseelse.
Han blev i 2021 Ridder af Dannebrog.